# La señal (álbum)
La Señal es el primer disco del artista peruano Jhovan Tomasevich lanzado en noviembre del 2009 luego de la separación de Zen. Contó con la producción del tecladista de su anterior banda.

## Lista de canciones
1. «El principio del final»
2. «Celebración»
3. «La señal»
4. «Nada importa»
5. «Siempre alguien»
6. «Diario»
7. «Todo lo que tengo»
8. «Nadie responde»
9. «Culpables»
10. «Cuando amas»
11. «Tan especial»
12. «Donde acabaré»